# Arktički konvoji
Arktički konvoji, u Drugom svjetskom ratu opskrbljivali SSSR vojnom opremom i materijalom iz SAD i Velike Britanije preko sjevernog Atlantika, Islanda, Barentsovog odnosno Bijelog mora. Bio je to najkraći pravac — put od Islanda do luke Murmansk trajao je 10, a do Arhangelska 12 dana, ali i najopasniji. Iziskivao je najveće naprezanje ljudi i materijala zbog stalne izloženosti napadima njemačkih zračnih i pomorskih snaga te zbog vrlo teških hidrometeoroloških uvjeta (teško more, led, snijeg, magla, hladnoća). Zbog promjenjivog ledenog polja na sjeveru, plovnu rutu trebalo je pomicati ovisno o godišnjem dobu. Jedina sovjetska arktička luka koja se nije zaleđivala bila je Murmansk. Ali, ona nije imala dovoljan kapacitet za prihvat konvoja (istovar je trajao i po mjesec dana) i nalazila se na svega 8 minuta leta od najbliže njemačke vojne zračne luke.

## Prvi konvoji i njihov sastav
Arktički konvoji su počeli ploviti u kolovozu 1941., a opremali su se u Reykjaviku i Hvalfjörðuru na Islandu. Tamo su dobivali, kada su se kretali u pravcu SSSR-a oznaku PQ s odgovarajućim brojem, a pri povratku na Island oznaku QP i broj. U sastav konvoja uključivani su 1941. – 1943. i sovjetski transportni brodovi. Za sigurnost bila je odgovorna britanska ratna mornarica. Američki ratni brodovi osiguravali su ih samo povremeno. Za neposredno osiguranje konvoja određivane su obično lake krstarice, razarači i korvete, a posredno su vršili bojni brodovi i nosači zrakoplova.
Na početku Nijemci nisu odvajali posebne snage za napad na konvoje Od 110 transportnih i 74 ratna broda koji su 1941. plovili u konvojima izgubljen je samo transportni brod. Od siječnja do ožujka 1941. njemačke podmornice su tri puta napadale konvoje i potopile nekoliko brodova. Očekujući saveznički desant u Norveškoj, Nijemci su u proljeće prikupili u Norveškoj glavninu površinske flote, 14 podmornica i jake zračne snage (oko 500 zrakoplova) kako bi onemogućili arktičke konvoje koji su u to vrijeme brojali po 15–30 brodova.

## Prvi njemački napadi
Prvi napad njemačkih pomorskih snaga izvršen je na konvoje PQ 12 (15 brodova) i QP 8 (20 brodova) koji su 1. ožujka otplovili istovremeno s Islanda, odnosno iz Murmanska. Zbog lošeg vremena i slabe vidljivosti napad nije uspio. Konvoji su uspjeli pobjeći, a potopljen je svega jedan zaostali brod iz konvoja PQ 12. U napadu njemačkih pomorskih snaga i zrakoplovstva 20. ožujka na konvoje PQ 13 i QP 9 (svaki po 19 brodova) izgubljeno je 5 brodova, uz gubitak 1 njemačkog razarača. Do kraja lipnja 1942. iz SAD-a su za SSSR upućena još 84 broda s 522,000 t materijala, od kojih su samo 44 s 300 000 t stigla na cilj, 23 su uništena, a 17 se vratilo u Škotsku. Zbog odlaska britanske eskadre H iz Gibraltara na Madagaskar, osiguranje konvoja pojačala je američka operativna eskadra 39 (Task Force 39) sastava — 1 bojni brod, 1 nosač zrakoplova, 2 krstarice i 1 divizion razarača. 
Konvoj PQ 16 (34 broda) koji je 20. svibnja otplovio iz Hvalfjörða, iako osiguran s 20 ratnih brodova, izgubio je djelovanjem njemačkog zrakoplovstva 7 brodova s 31,000 t tereta.  

### KonvojPQ 17
Sudbina konvoja PQ 17 najbolje ilustrira veličinu i žestinu borbe. Konvoj od 33 trgovačka broda, 1 tankera i 3 broda za spašavanje, otplovio je 27. lipnja iz Hvalfjörða noseći 188 000 t tereta. U njegovom neposrednom osiguranju bilo je 6 razarača, 2 protuzrakoplovna broda, 2 podmornice i 11 korveta, ophodnih brodova i minolovaca. Neposredno osiguranje na plovidbi pojačano je odredom za podršku od 4 krstarice i 9 razarača i korveta. Odred posrednog osiguranja jačine 2 bojna broda, 1 nosač aviona, 3 krstarice i 11 razarača i korveta otplovio je 29. lipnja iz Scapa Flowa u zonu između Islanda i Svalbarda. Granica leda nije se još dovoljno povukla prema sjeveru, tako da je ruta konvoja prolazila svega 250–200 M od norveške obale, u zoni potpune prevlasti njemačkog zrakoplovstva. Polarni dan još više je otežavao situaciju PQ 17. U Danskom prolazu konvoj je naišao na gustu maglu i ledene sante, te se jedan brod nasukao, a jedan oštećen vratio. Luftwaffe je uočilo konvoj 1. srpnja te su sutradan bezuspješno napali torpedni zrakoplovi i 6 podmornica, a 3. srpnja, isto tako bezuspješno, bombarderi. Uzastopnim napadima torpednih zrakoplova i bombardera avijacije, potopljena su 4. srpnja 2 teretna broda, a nekoliko je oštećeno. 
U operaciji nazvanoj Rösselsprung, Nijemci su protiv PQ 17 koristili sve pomorske i zračne snage s norveškog pomorskog bojišta. Bojni brodovi Tirpitz i Admiral Scheer, krstarica Admiral Hipper, 7 razarača i 3 torpiljarke otplovili su 5. jula iz Altafjorda, oprezno izviđali do 25 M istočno od Sjevernog rta i vratili se u Altafjord zbunjeni proturječnim izvještajima zrakoplovstva o protivniku. Saznavši da su Nijemci otplovili iz Altafjorda, a imajući u vidu da je posredno osiguranje bilo u području JZ od Svalbarda, 400 M daleko od njemačke eskadre i 230 M od konvoja PQ 17, dakle da mu nebi mogao pomoći, britanski Admiralitet je naredio odredu podršku da se povuče prema zapadu, a konvoju i neposrednom osiguranju da se rasprše i samostalno produže za sovjetske luke. To je izvršeno 240 M sjeverno od Nordkappa, na granici ledenog polja. Od čitavog konvoja, od 5. srpnja izloženog uzastopnim napadima zrakoplovstva i podmornica, stiglo je u sovjetske luke svega 13 brodova. S 24 izgubljena broda propalo je 123,000 t ratnog materijala.  

## Daljnja njemačka djelovanja i Škotski konvoji
Poslije ovog iskustva Arktički konvoji su obustavljeni sve dok je trajao polarni dan (do rujna). Neodložnu isporuku potrebnog streljiva, radarskog i sanitetskog materijala izvršila je u kolovozu iste godine amer. krstarica Tuscaloosa s 2 razarača. Arktički konvoji su obnovljeni tijekom rujna 1942. U prvom, najjače naoružanom i zaštićenom konvoju PQ 18, od 40 brodova izgubljeno je 13. Zbog daljih gubitaka i potrebe da se odvoje pomorske snage za operacije u sjevernoj Africi, pokušalo se s pojedinačnim trgovačkim brodovima. Ali, od 10 upućenih brodova izgubljeno je 5. Sredinom prosinca 1942. konvoji su ponovno obnovljeni. Polazili su iz Loch Ewe u Škotskoj, pod oznakom JW, a vraćali se pod oznakom RA. Konvoj JW 51B (14 brodova s 15 razarača u neposrednom osiguranju i 2 krstarice u odredu podrške) napali su 31. prosinca bojni brod Lützow i krstarica Admiral Hipper s 3 razarača. U uvjetima vrlo slabe vidljivosti, razarači neposrednog osiguranja odbili su napad njemačkih brodova. U borbi su izgubljena 2 britanska i 1 njemački razarač, a konvoj nije pretrpio nikakve gubitke. Od travnja 1943., s nastupom polarnog dana konvoji su ponovo obustavljeni i obnovljeni su tek u studenom. U 1944. Nijemci su pojačali podmorničke napade, ali su zbog pojačanog osiguranja (od veljače sudjeluju i prateći nosači zrakoplova) nanosili konvojima male gubitke. Od svibnja do kolovoza Arktički konvoji su ukinuti (polarni dan, operacija Overlord). Posljednja četiri mjeseca 1944. od ukupno 215 brodova u konvojima potopljena su samo 2. Nijemci su se 1945. ograničili samo još na napade podmornica pred ulazima u sovjetske luke i to sa slabim rezultatom.

## Sovjetske obrambene mjere
Sovjetska Sjeverna flota (krajem 1942. imala je 9 razarača, 22 podmornice, 7 ophodnih brodova, 16 minolovaca, 6 torpednih čamaca, veći broj malih brodova i oko 200 zrakoplova) nije u početku poduzimala nikakve posebne mjere za prihvat konvoja. Međutim, od ožujka 1942. — počevši od konvoja PQ 13 — izvodila je s tim ciljem čitave operacije, u kojima su sudjelovale skoro sve njezine snage. Razarači i ophodni brodovi uključivali su se u neposredno osiguranje konvoja; podmornice su se raspoređivale na pravcima djelovanja njemačkih površinskih brodova. Zrakoplovi flote djelovali su protiv protivničkih zračnih luka i baza i vršili protuzrakoplovnu obranu konvoja na putu (na 150–200 M od obale) i na sidrištu. Minolovci, ophodni brodovi i čamci sudjelovali su u protuminskoj i protupodmorničkoj obrani priobalnog područja. Sve ove snage bile su raspoređene istočno od meridijana Medvjeđi otok – Tromsø na dužini do 1000 M. Za neposredno osiguranje konvoja u svojoj zoni Sjeverna flota je svaki put odvajala oko 40 ratnih brodova i do 2 zrakoplovne divizije.

## Statistika
Od početka Arktičkih konvoja, pa do kraja rata u Europi, prema SSSR-u je otplovilo 40 konvoja s 811 brodova, a iz SSSR-a 37 konvoja sa 715 brodova. Izgubljeno je 98 brodova. Ukupno je upućeno 3,900,817 t tereta, od čega je na cilj stiglo oko 3,700,000 t. Osiguranje konvoja bilo je prosječno 5 puta jače od onog u Sjevernom Atlantiku. U osiguranju konvoja Britanci su izgubili 2 krstarice, 6 razarača, podmornicu (Poljska u sastavu britanskih snaga) i veći broj manjih ratnih brodova i zrakoplova, a Nijemci su, pored većeg broja manjih ratnih brodova, podmornica, razarača i zrakoplova, izgubili bojni brod Scharnhorst, a posredno i bojni brod Tirpitz. 